# Jafet

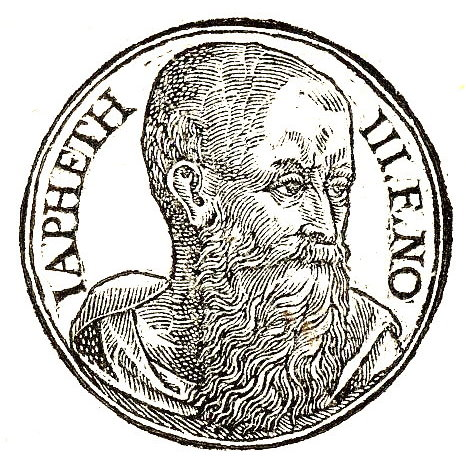
Jafet

Jafet o Iafet, anticamente anche italianizzato Giapeto (in ebraico יפת, pron. Iéfet) è un personaggio biblico, uno dei figli di Noè.
Viene sempre indicato come terzo dopo Sem e Cam, ma poiché in Gen. 9:24 Cham è definito "בנו הקטן" (trad. lett. "suo figlio il piccolo"), una tradizione parallela e più tarda vuole che Jafet sia in realtà il secondogenito, nato dopo Sem.
Egli fu ammesso con i fratelli a salire sull'arca assieme alla propria moglie, e superò con loro la strage del Diluvio (Gen. 7:13; 9:18). Tempo dopo, quando il padre ubriaco venne visto da Cam stordito e discinto, fu lui con suo fratello Sem a coprirne il corpo, mostrando – attraverso il gesto di procedere a ritroso verso il padre con un manto, così da non vederne la nudità – un rispetto assoluto per il proprio genitore. Per questa accortezza ricevette un'importante quanto oscura benedizione, che nella sua prima parte suona: יפת אלי ליפת וישכן באהליˉשם (trad. lett."Faccia ampio il Signore verso Jafet, ed egli abiti nelle tende di Sem" – Gen. 9:27).
Vi è una tradizione nell'Ebraismo secondo cui alla discendenza di Jafet corrispondono i Greci e il resto degli Europei, le cui caratteristiche corrispondono all'accostamento del significato della radice del nome Jafet con quello di bellezza.

## La benedizione di Noè
Il testo, nonostante il gioco di parole iniziale, non è chiarissimo. Nella prima parte sopra citata il verbo usato ("p.t.h - aprire, essere spazioso" nella forma causativa) può essere riferito - quanto al significato - sia alla generica munificenza del Signore, sia alla benedizione per un'ampia discendenza.
Rispetto alla seconda parte, invece, riferita alla maledizione della schiavitù per Canaan, gli esegeti hanno voluto vedere tanto la profetizzazione di una futura conquista delle terre dei Cananei, quanto la possibilità che anche i Greci - ovvero le nazioni discendenti di Jafet - aderissero alla religione di Israele.
Era infatti già indicato nel testo biblico che i popoli nati dai discendenti di Jafet abitavano le terre poste a settentrione e a occidente di Israele, nel mar Egeo e nella penisola Anatolica (Ittiti, Keta o Kittim della Bibbia), così arrivando a comprendere non solo Cretesi e Micenei, e più in generale il popolo Greco, ma anche i Babilonesi, Assiri e Persiani.

## La discendenza di Jafet
È comunque in quest'ultimo senso che venne intesa, considerato che nelle successive genealogie Jafet è l'unico ad avere avuto sette figli (nello specifico, Genesi 10:2: Gomer, Magog, Madai, Javan, Tuval, Meshech e Tiras).
La genealogia è diversa nei nomi che troviamo in 1 Cronache 1:5, dove sono figli di Jafet: Gomer, Magòg, Media, Grecia, Tubal, Mesech e Tiras. Dal confronto delle due genealogie, risulta che Madai è sovrapponibile a Media, e Javan a Grecia.
Similmente a Jafet, stesso tipo di informazione (che scambia nomi di persona con nomi di nazioni) si ricava per la discendenza di Javan, confrontando:
- Genesi 2:3-4: I figli di Gomer: Ashkenaz, Rifat e Togarma. I figliuoli di Javan: Elisha, Tarsis, Kittim e Dodanim.
- 1 Cronache 1:6-7: Figli di Gomer: Ascanàz, Rifat e Togarmà.  Figli di Grecia: Elisà, Tarsìs, quelli di Cipro e quelli di Rodi.

I nomi sono identici per i figli di Gomer, mentre differiscono soltanto per i figli di Javan, differenza che quindi nei testi sembra intenzionale per fornire informazioni geografiche. Di nuovo, dal confronto delle due genealogie, Kittim è sovrapponibile a Cipro, e Dodanim a Rodi.

## Il significato del nome
Due sono le spiegazioni fornite per dare un significato al nome di Jafet, ed entrambe - benché discordanti - sono state materia di ampia riflessione. Secondo la versione più accettata "Jafet" deriva dalla radice del verbo פתה (p.t.h – essere spazioso, aprire; il medesimo usato nella benedizione), dunque intendendo l'ampiezza raggiunta dai suoi discendenti quanto a numero, a potenza ed espansione territoriale.
Per altri, Saadia Gaon tra i primi, deriva invece dalla radice יפה (y.p.h - bello, ben fatto) con un'allusione palese al suo valore estetico, e – meno palese – alla minore saggezza rispetto ai fratelli, da cui l'essere costantemente citato come terzo tra i tre (Gen. 6:10; Sanh. 69b; Gen. R. 26). Senza nulla togliere alle parole dei rabbini, Abraham ibn ‛Ezra rifiutò decisamente questa seconda versione.

## Haggadah e Midrash
Analizzando l'evento che portò alla benedizione, l'interpretazione midrashica arrivò a considerare Sem come il vero ideatore dell'atto di pietà verso il padre, lasciando a Jafet il solo compito di aiutarlo. Per questo egli ottenne una ricompensa minore rispetto a Sem, ovvero il Tempio costruito dai suoi discendenti sarà meno santo rispetto al primo (essendo l'imperatore Ciro il Grande considerato discendente di Jafet; PR 35, 160a). Tuttavia, il gesto di amore filiale non venne sottovalutato, così Gog e la sua discendenza potranno avere sepoltura in Israele (Ez. 39:11), e parteciperanno della gioia dell'era messianica (Gen. R. 36:6).
La bellezza di Jafet, infine, venne associata alla bellezza della lingua e della cultura greca, intendendo con "abiti nelle tende di Sem" l'invito, o la speranza, che il popolo dei Kittim si convertisse alla fede d'Israele attraverso la versione dei Settanta (Meg. 9b, Gen. R. 36:8); sia che il Signore avesse benedetto i discendenti di Jafet con una pelle candida e abbondanti terre fertili (Pirke R. El. 24).

## Albero genealogico
L'albero genealogico si riferisce ai figli di Jafet, figlio di Noè, ed è descritto in Genesi 10.
|          |          |          |          |          |          |       |       |         |         |         |         |         |         |       |       |          |          |          |          |          |          |       |       | Japheth |         |         |         |         |         |       |       |          |          |          |          |          |          |       |       |        |        |        |        |         |         |         |         |         |         |         |         |         |         |       |       |       |       |  |  |  |  |  |  |  |  |  |  |  |  |  |  |  |  |  |  |  |  |  |  |  |  |  |  |  |  |  |  |  |  |  |  |  |  |  |  |  |  |  |  |
|          |          |          |          |          |          |       |       |         |         |         |         |         |         |       |       |          |          |          |          |          |          |       |       |         |         |         |         |         |         |       |       |          |          |          |          |          |          |       |       |        |        |        |        |         |         |         |         |         |         |         |         |         |         |       |       |       |       |  |  |  |  |  |  |  |  |  |  |  |  |  |  |  |  |  |  |  |  |  |  |  |  |  |  |  |  |  |  |  |  |  |  |  |  |  |  |  |  |  |  |
|          |          |          |          |          |          |       |       |         |         |         |         |         |         |       |       |          |          |          |          |          |          |       |       |         |         |         |         |         |         |       |       |          |          |          |          |          |          |       |       |        |        |        |        |         |         |         |         |         |         |         |         |         |         |       |       |       |       |  |  |  |  |  |  |  |  |  |  |  |  |  |  |  |  |  |  |  |  |  |  |  |  |  |  |  |  |  |  |  |  |  |  |  |  |  |  |  |  |  |  |
|          |          |          |          | Gomer    | Gomer    | Gomer | Gomer | Gomer   | Gomer   |         |         | Magog   | Magog   | Magog | Magog | Magog    | Magog    |          |          | Madai    | Madai    | Madai | Madai | Madai   | Madai   |         |         | Javan   | Javan   | Javan | Javan | Javan    | Javan    |          |          | Tubal    | Tubal    | Tubal | Tubal | Tubal  | Tubal  |        |        | Meshech | Meshech | Meshech | Meshech | Meshech | Meshech |         |         | Tiras   | Tiras   | Tiras | Tiras | Tiras | Tiras |  |  |  |  |  |  |  |  |  |  |  |  |  |  |  |  |  |  |  |  |  |  |  |  |  |  |  |  |  |  |  |  |  |  |  |  |  |  |  |  |  |  |
|          |          |          |          | Gomer    | Gomer    | Gomer | Gomer | Gomer   | Gomer   |         |         | Magog   | Magog   | Magog | Magog | Magog    | Magog    |          |          | Madai    | Madai    | Madai | Madai | Madai   | Madai   |         |         | Javan   | Javan   | Javan | Javan | Javan    | Javan    |          |          | Tubal    | Tubal    | Tubal | Tubal | Tubal  | Tubal  |        |        | Meshech | Meshech | Meshech | Meshech | Meshech | Meshech |         |         | Tiras   | Tiras   | Tiras | Tiras | Tiras | Tiras |  |  |  |  |  |  |  |  |  |  |  |  |  |  |  |  |  |  |  |  |  |  |  |  |  |  |  |  |  |  |  |  |  |  |  |  |  |  |  |  |  |  |
|          |          |          |          |          |          |       |       |         |         |         |         |         |         |       |       |          |          |          |          |          |          |       |       |         |         |         |         |         |         |       |       |          |          |          |          |          |          |       |       |        |        |        |        |         |         |         |         |         |         |         |         |         |         |       |       |       |       |  |  |  |  |  |  |  |  |  |  |  |  |  |  |  |  |  |  |  |  |  |  |  |  |  |  |  |  |  |  |  |  |  |  |  |  |  |  |  |  |  |  |
| Ashkenaz | Ashkenaz | Ashkenaz | Ashkenaz | Ashkenaz | Ashkenaz |       |       | Riphath | Riphath | Riphath | Riphath | Riphath | Riphath |       |       | Togarmah | Togarmah | Togarmah | Togarmah | Togarmah | Togarmah |       |       | Elishah | Elishah | Elishah | Elishah | Elishah | Elishah |       |       | Tarshish | Tarshish | Tarshish | Tarshish | Tarshish | Tarshish |       |       | Kittim | Kittim | Kittim | Kittim | Kittim  | Kittim  |         |         | Dodanim | Dodanim | Dodanim | Dodanim | Dodanim | Dodanim |       |       |       |       |  |  |  |  |  |  |  |  |  |  |  |  |  |  |  |  |  |  |  |  |  |  |  |  |  |  |  |  |  |  |  |  |  |  |  |  |  |  |  |  |  |  |

## Uno sviluppo successivo
L'intero passo biblico di Genesi 9, e in particolare la profezia sulla discendenza e la schiavitù di Canaan, venne spesso interpretato fin troppo alla lettera, tanto dai teologi cristiani che dagli eruditi laici.
Essi, dividendo la razza umana in tre grandi stirpi (Camiti per i nord Africani, Semiti per i Mediorientali, Jafetiti o Giapetiti per gli Europei), postularono l'evidente superiorità del loro ceppo etnico rispetto a tutti gli altri, considerati come corrotti o corruttori (Mosse, 1980; Poliakov, 1974), e il diritto/dovere di assoggettare ed educare questa umanità sbandata.
La scoperta del Nuovo Mondo e dei suoi abitanti, identificati di volta in volta come i discendenti delle tribù perdute di Israele, come razze antidiluviane, come specie semi umana, non incrinarono di molto questo concetto. 
Il sacerdote francese Guillaume Postel propose addirittura di rinominare l'Europa Iapezia, in quanto terra dei discendenti di Jafet.